# Minuto de arco
Un minuto de arco, denominado también minuto sexagesimal, abreviado arcmin, es una unidad del ángulo plano frecuentemente utilizada en artillería, astronomía y otras disciplinas, equivalente a 1/60 de un grado sexagesimal.
Un grado se define como 1/360 de un círculo, de manera que un arcmin es 1/21600 del arco de un círculo o π/10800 radianes. Generalmente se utiliza el índice prima (′), por lo que un minuto de arco se escribe entonces 1′.
Los nombres «minuto» o «segundo» nada tienen que ver con las unidades de tiempo idénticamente nombradas «minuto» y «segundo». Los nombres idénticos solamente reflejan el antiguo sistema numérico babilónico, basado en el número 60.

## Símbolos, abreviaturas y subdivisiones
El símbolo estándar que marca el minuto de arco es (′) «prima». El carácter numerado (U+2032) es el carácter correcto para la representación de la prima. El carácter numerado (U+0027) es de uso general para sustituir a la prima en aquellas aplicaciones donde solo están permitidos los caracteres ASCII. Un minuto de arco se escribe 1′. También es abreviado como «arcmin» o «amin», o menos comúnmente, se utiliza la comilla prima con un circumflejo sobre ella ({\displaystyle {\hat {'}}}).
La subdivisión del minuto de arco es el segundo de arco, o arcosegundo. Hay 60 segundos de arco en un minuto de arco. Por lo tanto, el segundo de arco es 1/3600 de un grado, o 1/1296000 de un círculo completo, o (π/648000) radianes, es decir, aproximadamente 1/206265 radianes. El símbolo del segundo de arco es la doble prima (″) (U+2033). El carácter numerado (U+0022) es de uso general para sustituir a la doble prima en aquellas aplicaciones donde solo están permitidos los caracteres ASCII. Para expresar los ángulos todavía más pequeños, pueden ser empleados los  prefijos del SI estándar. En particular, el miliarcosegundo, abreviado mas, se utiliza a veces en astronomía.
| Unidad           | Valor                | Símbolo         | Abreviaturas                                  | En radianes (approx.) |
| ---------------- | -------------------- | --------------- | --------------------------------------------- | --------------------- |
| grado            | 1/360 círculo        | °               | Grad                                          | 17.4532925 mrad       |
| arcominuto       | 1/60 grado           | ′ (prima)       | arcmin, amin, {\displaystyle {\hat {'}}}, MOA | 290.8882087 µrad      |
| arcosegundo      | 1/60 arcominuto      | ″ (doble prima) | arcseg                                        | 4.8481368 µrad        |
| miliarcosegundo  | 1/1000 arcosegundo   |                 | mas                                           | 4.8481368 nrad        |
| microarcosegundo | 1 × 10−6 arcosegundo |                 | μas                                           | 4.8481368 prad        |